# Відносини Білорусь — НАТО

Члени і партнери НАТО в Європі
Члени НАТО
План дій щодо членства
Індивідуальний партнерський план
Партнерство заради миру

Відносини Білорусь — НАТО (англ. NATO's relations with Belarus) — це стосунки НАТО з державою Білорусь заради безпеки, реалізації спільних інтересів за індивідуальною програмою партнерства, участі в «Процесі планування й аналізу».
Головним координуючим органом процесу досягнення цілей партнерства «Білорусь — НАТО» є управління міжнародного військового співробітництва Міністерства оборони Білорусі.

## Співробітництво
Білорусь приєдналася до програми НАТО «Партнерство заради миру» в 1995 році.
Білорусь брала участь в програмі індивідуального партнерства НАТО з 1997 року без вступу до НАТО.
З 1998 р. Білорусь має власне дипломатичне представництво у НАТО.
Білорусь сприяла місії НАТО в Афганістані (ISAF) у повітряному просторі.
Білорусь вперше почала співпрацювати з НАТО при підписанні документів участі у Партнерстві заради миру в 1995 році. Однак, Білорусь не вступила в НАТО, тому що є членом Організації Договору про колективну безпеку під патронатом Росії, а Договори безпеки з НАТО регулюють обмін секретною інформацією, що зачіпає інтереси суверенних держав.
Напруженість у відносинах між НАТО і Білоруссю досягла піку після президентських виборів у Білорусі у березні 2006 року. Білорусь стала рухатись у російському напрямку політики з метою побудови єдиного союзу двох держав. Відносини Білорусі з країнами—членами ЄС та НАТО ускладнилися. Євросоюз і США заборонили в'їзд у свої країни членам білоруського уряду після енергетичного конфлікту з Російською Федерацією наприкінці 2006 р. офіційний Мінськ зробив спробу змін зовнішньої політики
Але НАТО сприяло виконанню Білоруссю ліквідації озброєнь, що було успішно завершено у грудні 2006 р.: знищено 700 000 одиниць озброєння. Що було важливим кроком Білорусі до виконання зобов'язань щодо Оттавської конвенції.
Білорусь офіційно заявила про приєднання до натівського процесу 19 січня 2004 р., і в січні 2006 р. Білорусь і НАТО затвердили перший пакет документів про партнерство, що містить 21 мету (9 загальних цілей, 7 сухопутних, 5 військово-повітряних), а також оцінний документ. Це дозволило завершити процедуру приєднання Білорусі до програми НАТО.
У 2008–2009 рр. стосунки НАТО та Білорусі були обережнішими через міжнародно визнаних політичних в'язнів, обмеження робочих візитів на Празький саміт у травні 2009 р. по «Східному партнерству». Високопосадовець НАТО мав перший візит високого рівня до Мінська за багато років у грудні 2008 року.
У 2009 р. на форумі безпеки НАТО брав участь білоруський начальника штабу Міністерства оборони Білорусі. Домовилися продовжувати роботу між відповідними експертами.
Згодом у 2010 р. Білорусь стала партнером НАТО серед 22. Це стосується і модернізації, реструктуризації Збройних Сил Білорусі за програмою індивідуального партнерства з НАТО, програми НАТО з Білоруссю. Виявлення потреб в реформуванні та додаткової підготовки сил і засобів, виділених партнерами для участі в програмі. Білорусь також є членом планування та аналізу (ППА), в якому підкреслюється шлях поліпшення сумісності та розробки відповідних можливостей підвищення національної оборони Білорусі. НАТО забезпечувало експертизу та консультації як досягти цього. Білорусь внесла важливий внесок у справу зміцнення міжнародної, регіональної та національної безпеки й стабільності в Європі. Наприклад, білоруські офіцери та чиновники продовжували брати участь на курсах країн НАТО та їх партнерів з таких теоретичних предметів, як:
- контроль над озброєннями,
- організація повітряного руху,
- цивільне планування,
- медична служба,
- міжнародне право у збройних конфліктах[3].

Зазначено щодо військового співробітництва, що стосунки є добрими, навіть вони були добрими в періоди політичної та дипломатичної напруженості. Передумовою посилення взаємодії Білорусі з НАТО є досягнення відповідного рівня довіри, який дозволив би обмін секретною інформацією через Угоди про безпеку.
Програма Індивідуального партнерства 2010 р. НАТО та Білорусі вже містила близько 100 практичних заходів для спільного проведення в таких областях, як
- контроль над озброєннями,
- медична підготовка,
- вивчення мов,
- цивільне планування (у тому числі під час ядерних катастроф)[3].

У липні 2012 р. (у 2014 р. продовжений) був затверджений новий пакет цілей НАТО й Білорусі (6 загальних, 8 сухопутних, 4 військово-повітряні). У межах виконання узгоджених цілей партнерства Білорусі з НАТО регулярно проводиться підготовка заявленого особового складу на території Білорусі. Що включає навчально-польові збори з постійним і змінним складом миротворчої роти 103-ї гвардійської окремої мобільної бригади, а також навчання військовослужбовців Білорусі англійської мови та основ миротворчої діяльності у Військовій академії Республіки Білорусь. Щоби домогтися оперативної сумісності дій між партнерами і НАТО для проведення бойової підготовки, навчань та операцій у взаємодії з силами альянсу. Представники Збройних Сил Білорусі проходять теоретичне навчання й практичну підготовку на спеціалізованих курсах за кордоном (в тому числі під час багатонаціональних миротворчих навчань НАТО).
Для участі в «Партнерстві заради миру» Білорусь узгодила сили та засоби щодо:
- миротворчої роти від Білорусі в операціях з метою підтримання миру;
- до 15 білоруських офіцерів для роботи у складі багатонаціональних штабів НАТО;
- стосовно військово-транспортного літаку Іл-76МД;
- 7 медиків (хірургів і травматологів);
- 1 пересувного шпиталю категорії «Role 1+» (для мед.забезпечення національних розгорнутих підрозділів);
- багатофункціонального взводу;
- групи фахівців для військово-цивільної взаємодії[2].

У 2014 р. після Кримської кризи в Україні відбувся візит у штаб-квартиру НАТО в Брюсселі делегації Білорусі на чолі з начальником управління міжнародного військового співробітництва Міністерства оборони Білорусі. Кожна держава будує стосунки з НАТО окремо за формулою «НАТО + 1». Узгоджено партнерство Білорусі з НАТО на 2014–2015 роки в рамках «Процесу планування» та оцінки сил програми «Партнерство заради миру», та перспективи розвитку співробітництва Білорусі з НАТО.
Дотримуючись дипломатичного протоколу відбуваються регулярні контакти білоруських дипломатів з представниками НАТО (лат. persona grata).

## Ідеологія та пропаганда
Самопроголошений президент Білорусі Олександр Лукашенко після початку протестів у Білорусі з 2020 року постійно лякав громадян Білорусі вторгненням НАТО з Польщі та Литви. Після зустрічі з Володимиром Путіним у травні 2021 заявив, що «в разі настороженості і активізації в НАТО» російські війська будуть перекинуті в Білорусь «протягом доби».
У свою чергу, Північноатлантична рада НАТО засудила дії Білорусі щодо примусової посадки рейсу Ryanair, а також арешт Романа Протасевича та його дівчини Софії Сапеги. Рада наголосила, що затримання Протасевича є порушенням принципів політичного інакомислення і свободи преси. Також генсек НАТО Єнс Столтенберґ на пресконференції перед зустріччю міністрів закордонних справ та оборони країн Альянсу оголосив, що НАТО вирішили обмежити доступ представників Білорусі в свою штаб-квартиру в Брюсселі.